# مايك بيل (لاعب كرة قاعدة)
مايك بيل (بالإنجليزية: Mike Bell)‏ هو لاعب كرة قاعدة أمريكي، ولد في 7 ديسمبر 1974 في سينسيناتي في الولايات المتحدة.

## وصلات خارجية
- مايك بيل على موقع دوري كرة القاعدة الرئيسي (الإنجليزية)
- مايك بيل على موقعبيزبول رفرنس.كوم (الدوري الرئيسي) (الإنجليزية)
- مايك بيل على موقعبيزبول رفرنس.كوم (الدوري الثانوي) (الإنجليزية)
- مايك بيل على موقع إي إس بي إن.كوم (أم.أل.بي) (الإنجليزية)
- مايك بيل على موقع مشجعي الرسوم البيانية (الإنجليزية)